# Liste des monuments historiques du Faou
Cet article recense les monuments historiques du Faou dans le Finistère.

## Statistiques
Le Faou compte 27 édifices comportant au moins une protection au titre des monuments historiques, soit 3 % du total du Finistère. Deux d'entre eux comportent au moins une partie classée ; les 25 autres sont inscrits.
24 protections concernent des maisons, sur la place des Fusillés-et-Résistants, la rue du Général-de-Gaulle et la rue de Rosnoën. Deux autres protections concernent des édifices religieux.

## Liste
| Monument                      | Adresse                                  | Coordonnées                        | Notice         | Protection | Date            | Illustration                  |
| ----------------------------- | ---------------------------------------- | ---------------------------------- | -------------- | ---------- | --------------- | ----------------------------- |
| Église Notre-Dame de Rumengol |                                          | 48° 18′ 08″ nord, 4° 08′ 55″ ouest | « PA00089926 » | Classé     | 30 octobre 1985 | Église Notre-Dame de Rumengol |
| Église Saint-Sauveur du Faou  | Rue de la Grève Rue du Général-de-Gaulle | 48° 17′ 44″ nord, 4° 10′ 52″ ouest | « PA00089925 » | Inscrit    | 3 juin 1932     | Église Saint-Sauveur du Faou  |
| Fontaine de Rumengol          |                                          | 48° 18′ 09″ nord, 4° 08′ 51″ ouest | « PA00089927 » | Inscrit    | 18 octobre 1926 | Fontaine de Rumengol          |
| Maison                        | 1 place des Fusillés-et-Résistants       | 48° 17′ 40″ nord, 4° 10′ 48″ ouest | « PA00089935 » | Inscrit    | 8 mai 1934      | Maison                        |
| Maison                        | 4, 6 place des Fusillés-et-Résistants    | 48° 17′ 39″ nord, 4° 10′ 46″ ouest | « PA00089929 » | Inscrit    | 1er mars 1951   | Image manquante Téléverser    |
| Maison                        | 5 place des Fusillés-et-Résistants       | 48° 17′ 39″ nord, 4° 10′ 48″ ouest | « PA00089934 » | Inscrit    | 8 mai 1934      | Maison                        |
| Maison                        | 5 place des Fusillés-et-Résistants       | 48° 17′ 39″ nord, 4° 10′ 48″ ouest | « PA00089933 » | Inscrit    | 8 mai 1934      | Maison                        |
| Maison                        | 8 place des Fusillés-et-Résistants       | 48° 17′ 39″ nord, 4° 10′ 46″ ouest | « PA00089930 » | Inscrit    | 1er mars 1951   | Image manquante Téléverser    |
| Maison                        | 11 place des Fusillés-et-Résistants      | 48° 17′ 39″ nord, 4° 10′ 47″ ouest | « PA00089932 » | Inscrit    | 1er mars 1951   | Maison                        |
| Maison                        | 21 place des Fusillés-et-Résistants      | 48° 17′ 38″ nord, 4° 10′ 46″ ouest | « PA00089931 » | Inscrit    | 1er mars 1951   | Maison                        |
| Maison                        | 1 rue du Général-de-Gaulle               | 48° 17′ 44″ nord, 4° 10′ 51″ ouest | « PA00089936 » | Inscrit    | 3 juin 1932     | Maison                        |
| Maison                        | 2 rue du Général-de-Gaulle               | 48° 17′ 45″ nord, 4° 10′ 51″ ouest | « PA00089937 » | Inscrit    | 3 juin 1932     | Maison                        |
| Maison                        | 4 rue du Général-de-Gaulle               | à géolocaliser                     | « PA00089938 » | Inscrit    | 3 juin 1932     | Image manquante Téléverser    |
| Maison                        | 6 rue du Général-de-Gaulle               | 48° 17′ 45″ nord, 4° 10′ 51″ ouest | « PA00089928 » | Classé     | 3 août 1925     | Maison                        |
| Maison                        | 22, 24 rue du Général-de-Gaulle          | 48° 17′ 44″ nord, 4° 10′ 50″ ouest | « PA00089939 » | Inscrit    | 1er mars 1951   | Maison                        |
| Maison                        | 30 rue du Général-de-Gaulle              | 48° 17′ 43″ nord, 4° 10′ 48″ ouest | « PA00089940 » | Inscrit    | 1er mars 1951   | Maison                        |
| Maison                        | 32 rue du Général-de-Gaulle              | 48° 17′ 43″ nord, 4° 10′ 48″ ouest | « PA00089941 » | Inscrit    | 1er mars 1951   | Maison                        |
| Maison                        | 33 rue du Général-de-Gaulle              | 48° 17′ 41″ nord, 4° 10′ 48″ ouest | « PA00089949 » | Inscrit    | 1er mars 1951   | Maison                        |
| Maison                        | 35 rue du Général-de-Gaulle              | 48° 17′ 41″ nord, 4° 10′ 48″ ouest | « PA00089948 » | Inscrit    | 1er mars 1951   | Maison                        |
| Maison                        | 36 rue du Général-de-Gaulle              | 48° 17′ 42″ nord, 4° 10′ 48″ ouest | « PA00089942 » | Inscrit    | 1er mars 1951   | Maison                        |
| Maison                        | 44 rue du Général-de-Gaulle              | 48° 17′ 41″ nord, 4° 10′ 47″ ouest | « PA00089943 » | Inscrit    | 1er mars 1953   | Maison                        |
| Maison                        | 46 rue du Général-de-Gaulle              | 48° 17′ 41″ nord, 4° 10′ 46″ ouest | « PA00089944 » | Inscrit    | 1er mars 1951   | Maison                        |
| Maison                        | 48 rue du Général-de-Gaulle              | 48° 17′ 41″ nord, 4° 10′ 46″ ouest | « PA00089947 » | Inscrit    | 1er mars 1951   | Maison                        |
| Maison                        | 50 rue du Général-de-Gaulle              | 48° 17′ 40″ nord, 4° 10′ 46″ ouest | « PA00089946 » | Inscrit    | 1er mars 1951   | Maison                        |
| Maison                        | 52 rue du Général-de-Gaulle              | 48° 17′ 40″ nord, 4° 10′ 45″ ouest | « PA00089945 » | Inscrit    | 1er mars 1951   | Maison                        |
| Maison                        | 2 rue de Rosnoën                         | 48° 17′ 38″ nord, 4° 10′ 45″ ouest | « PA00089950 » | Inscrit    | 1er mars 1951   | Maison                        |
| Maison                        | 6 rue de Rosnoën                         | 48° 17′ 38″ nord, 4° 10′ 45″ ouest | « PA00089951 » | Inscrit    | 1er mars 1951   | Maison                        |